# Hieracium cottetii
Hieracium cottetii là một loài thực vật có hoa trong họ Cúc. Loài này được Christener mô tả khoa học đầu tiên năm 1870.